# Бидермане, Иева
Ие́ва Би́дермане (латыш. Ieva Bidermane; 6 ноября 1984) — латвийская футболистка, полузащитница клуба «Рига Юнайтед Ледис» и женской сборной Латвии. Также имеет степень доктора по физике.

## Карьера
Учась в Латвийском университете, Иева Бидермане параллельно начала играть в футбол у тренера Татьяны Шалимовой. В декабре 2008 года она была удостоена награды лучшей футболистки года.
Продолжая учёбу в магистратуре, Иева Бидермане в рамках программы по обмену студентов «Эразмус» оказалась в Париже, а позднее в Уппсале. Там она играла за местные футбольные клубы.
В 2015 году Иева Бидермане вернулась в Латвию и отыграла сезон в новообразованном клуба «Рига Юнайтед Ледис», а в конце года вновь была признана лучшей футболисткой страны.

## Достижения

### Командные
- Чемпионка Латвии (2): 2007, 2008.
- Серебряный призёр чемпионата Латвии: 2006.
- Бронзовый призёр чемпионата Латвии: 2005.

### Личные
- Футболистка года в Латвии: 2008, 2015.